# Адимант (военачальник)
Адимант — афинский военачальник, живший в конце V века до н. э. — начале IV века до н. э.
Адимант был другом Алкивиада, состоял в кружке Сократа и, возможно, благодаря Алкивиаду избирался стратегом в 408/407 году до н. э. Позднее был избран стратегом в 406/405 году до н. э. Афинский флот, базировавшийся на Самосе, по-видимому, был неактивным в течение года после битвы при Аргинусах, вероятно, из-за отсутствия средств для выплаты жалованья морякам. Афиняне, согласно Диодору, назначили главнокомандующим Филокла и отправили его на Самос, к Конону. В 405 году до н. э. спартанский флотоводец Лисандр двинулся к проливу Геллеспонт с целью перехвата торговых судов, идущих в Афины из Чёрного моря. Афиняне последовали за ним в Геллеспонт. Им необходимо было победить спартанский флот, так как Лисандр перерезал жизненно важный для афинян торговый путь из Чёрного моря в Эгейское.
После нескольких дней стояния Лисандр воспользовался утратой бдительности афинян и внезапно атаковал. Афинский флот был почти полностью уничтожен. По некоторым сведениям, Адимант был подкуплен Лисандром. Почти все афиняне, кроме тех, которым удалось бежать, были захвачены в плен, в том числе Адимант. В итоге всех захваченных афинских граждан, кроме Адиманта, было решено казнить. Адиманта решили помиловать из-за того, что он единственный выступил против постановления афинского народного собрания о том, чтобы всем захваченным пленным отрубали правую руку. По другой версии, он был предателем. Позднее, как нам известно из речей Демосфена, Конон обвинял его в предательстве.